# Georges Garnier
Jean Marie Georges Garnier (Parigi, 14 maggio 1878 – Parigi, 2 febbraio 1936) è stato un calciatore, velocista e mezzofondista francese.

## Carriera

### Calciatore
Da calciatore giocò nel Club français con il quale vinse tre Coupe de la ville de Paris e sei Coupe Manier. Fu tra i 13 calciatori che rappresentarono la Francia nel torneo di calcio dell'Olimpiade 1900 di Parigi. In quell'occasione vinse la medaglia d'argento. Fu anche convocato per tre partite amichevoli con la Nazionale di calcio della Francia dal 1904 al 1905.

### Atleta
Garnier praticò anche atletica leggera, precisamente 400 metri piani, di cui fu campione nazionale nel 1895, e gli 800 metri piani, di cui fu campione nazionale nel 1897.

## Palmarès
| Anno | Manifestazione | Sede   | Evento | Risultato | Note |
| ---- | -------------- | ------ | ------ | --------- | ---- |
| 1900 | Olimpiadi      | Parigi | Calcio | Argento   |      |